# Kelmenci
Kelmenci (ukránul: Кельменці, románul: Chelmenți) városi jellegű település Nyugat-Ukrajnában, a Csernyivci területen. A város a Dnyeszteri járás közigazgatási központja is, amely a helyi járási közigazgatási épületeknek ad otthont.  Népesség: 7111 (2021.) A 2001-es népszámláláskor a város lakossága 8007 fő volt, amelynek több mint 95%-a ukrán nemzetiségűekből állt. Kelmenci a moldovai határ közvetlen közelében található. 2020. július 18-ig Kelmenci a Kelmenci járás székhelye volt. A járást 2020. júliusában megszüntették Ukrajna közigazgatási reformjának részeként, amely háromra csökkentette a Csernyivci terület járásainak számát. A Kelmenci járás területét a Dnyeszteri járásba olvasztották.

## Nevezetes személyek
- Nicolae Dan Cristescu (1929) román matematikus, a Román Akadémia tagja
- Igor Venyegyiktovics Plotnyickij (1964), a Luganszki Népköztársaság 2014. és 2017. közti vezetője

## Fordítás
Ez a szócikk részben vagy egészben  a   Klementsi című angol Wikipédia-szócikk ezen változatának fordításán alapul.  Az eredeti cikk szerkesztőit annak laptörténete sorolja fel. Ez a jelzés csupán a megfogalmazás eredetét és a szerzői jogokat jelzi, nem szolgál a cikkben szereplő információk forrásmegjelöléseként.